# Evguenia Mikhaïlova
Pour les articles homonymes, voir Mikhaïlov.
Evguenia Mikhaïlova (9 octobre 1949) est une chercheuse, académicienne, philanthrope et femme politique russe. 